# Ian Thornton
Ian Walter Boothroyd Thornton (* 14. Juli 1926 in Halifax, West Yorkshire, England; † 1. Oktober 2002 in Bangkok, Thailand) war ein australischer Biologe britischer Herkunft. Seine Forschungsschwerpunkte waren die Entomologie und die Ökosysteme von Inseln.

## Leben
Thornton war der Sohn von John und Alice Mary Thornton, geborene Crabtree. Sein Vater starb 1936 im Alter von 41 Jahren, seine Mutter war Schullehrerin. 1944 trat er in die British Army ein, wo er als Offizier in der Yorkshire Light Infantry diente und Fallschirmspringer bei der 716 Parachute Brigade Company war. 1948 beendete er im Rank eines Leutnants den Militärdienst.
1951 wurde Thornton zum Bachelor of Science mit Auszeichnung graduiert und 1953 wurde er an der University of Leeds zum Ph.D. promoviert. 1984 wurde er zum Doctor of Science ernannt.
Von 1953 bis 1956 war Thornton Dozent für Zoologie am Gordon Memorial College in Khartum, Sudan. Von 1956 bis 1963 war er Hauptdozent und von 1963 bis 1967 außerordentlicher Professor an der University of Hong Kong. Von 1960 bis 1963 war er Dekan der wissenschaftlichen Fakultät der University of Hong Kong. 1963 war er Gastdozent am East-West Center der University of Hawaiʻi at Mānoa. 1968 siedelte Thornton nach Australien über. In den Jahren 1970 bis 1972, 1979 bis 1981 und 1985 bis 1987 war er Dekan an der School of Biological Sciences der La Trobe University, Bundoora, Melbourne, Australien. Von 1968 bis 1992 war er Professor für Zoologie an der La Trobe University. 1992 ging er als Professor emeritus in den Ruhestand.
Thorntons Hauptinteressen galten der Entomologie, insbesondere der Insektenordnung Psocoptera, von denen er nahezu 750 Arten beschrieb, sowie der Biogeographie von Inseln in der Pazifikregion. Ferner leitete er Expeditionen nach Hong Kong, Indonesien, Papua-Neuguinea, Neuseeland, Chile und die Juan-Fernández-Inseln sowie zu den Galapagos-Inseln.
Thornton war zweimal verheiratet. Das erste Mal im Jahr 1948 und das zweite Mal im Jahr 1980. Er hatte zwei Kinder und drei Stiefkinder.

## Auszeichnungen und Dedikationsnamen
1993 erhielt Thornton die John Lewis Gold Medal der Royal Geographical Society of Australasia. 1995 wurde er Mitglied der Australian Academy of Science. 1975 benannte der australische Entomologe Tim R. New die ostafrikanische Staublausart Trichadenotecnum thorntoni zu Ehren von Ian Thornton. Weiter wird er mit den Gattungsnamen Ianthorntonia, Thorntonodes und Thorntoniella geehrt.

## Schriften (Auswahl)
- 1971: Darwin’s Islands: A Natural History of the Galapagos, Doubleday (New York)
- 1982: Insects of Hong Kong, Hong Kong University Press (Hong Kong)
- 1996: Krakatau: The Destruction and Reassembly of an Island Ecosystem, Harvard University Press (Cambridge, MA)